# Acme (esclava)
Acme (en griego: Ἁκμή, romanizado: Akmē, murió en 5 a. C.) fue una esclava judía y sirvienta personal al servicio de la emperatriz Livia Drusila, esposa de Octavio Augusto.

## Biografía
Poco se sabe sobre la vida de Acme, aparte de que era una esclava al servicio de la emperatriz Livia. Adquiere prominencia cuando se vio envuelta en un conflicto familiar entre Herodes el Grande y su hijo  Antípatro (en griego) o Antípater (en latín), que tuvo lugar durante los últimos nueve años de la vida de Herodes. Mientras Antípater vivía en Roma, reclutó a Acme para falsificar cartas de Salomé, su tía y hermana de Herodes, a la emperatriz Livia.
La parte de Acme en la conspiración se descubrió cuando se interceptó una carta entre Antípater y Acme. Esta carta describía un plan para falsificar cartas incriminatorias que conducirían a la ejecución de Salomé por parte de Herodes. El propósito de las cartas era hacerle creer a Herodes que Salomé estaba conspirando contra él al escribir a personas importantes en Roma.
Herodes denunció los hechos al emperador Augusto y, como resultado, Acme fue ejecutada en el año 5 a. C. Su muerte fue informada a Herodes por Octavio Augusto en una carta. Después de su muerte, Augusto permitió que Herodes decidiera el destino de Antípater; al regresar a Judea, ejecutó a su hijo inmediatamente, cinco días antes de su propia muerte.

## Historiografía
La historia del papel de Acme en la disputa familiar de Herodes es relatada por Flavio Josefo en Antigüedades judías y en La guerra de los judíos. Sin embargo, hay discrepancias en cómo se relaciona la historia entre los textos. La ejecución de Acme también se usa como evidencia para fechar más exactamente la muerte de Herodes.